# Katmandü (album)
| Recensione | Giudizio |
| ---------- | -------- |
| AllMusic   | [ 1 ]    |

Katmandü è il primo album (e unico) in studio dei Katmandü, pubblicato nel 1991 per l'etichetta discografica Epic Records.

## Tracce

### CD
1. The Way You Make Me Feel – 3:52 (Dave King, Mandy Meyer)
2. God Part II – 3:02 (Bono)
3. Love Hurts – 3:25 (Dave King, Mandy Meyer)
4. Sometimes Again – 5:25 (Shane Carroll, Alan Connor, Paul Reid, Dave King)
5. When the Rain Comes – 6:05 (Dave King)
6. Heart & Soul – 3:55 (Dave King)
7. Ready for the Common Man – 4:56 (Dave King, Mandy Meyer)
8. Only the Good Die Young – 4:21 (Dave King, Mandy Meyer)
9. Let the Hearteache Begin – 4:35 (Dave King, Mandy Meyer)
10. Medicine Man – 3:56 (Mandy Meyer)
11. Pull Together – 4:15 (Dave King, Mandy Meyer)
12. Warzone – 4:10 (Dave King)

## Singoli
- The Way You Make Me Feel
- When The Rain Comes[3]

## Formazione
- Dave King - voce solista
- Mandy Meyer - chitarra
- Caine Carruthers - basso
- Mike Alonso - batteria

Note aggiuntive
- Duane Baron e John Purdell - produttori, ingegneri delle registrazioni (eccetto brano: Heart & Soul)
- Registrazioni effettuate al Devonshire Studios di Burbank, California (Stati Uniti) ed al Kajem/Victory Studios di Gladwyne[4], Pennsylvania (Stati Uniti)
- Mike Bosley - ingegnere delle registrazioni (solo nel brano: Heart & Soul)
- Brooke Hendricks - assistente ingegnere delle registrazioni (al Kajem Studios)
- Mike Bosley e Greg Beaumont - assistenti ingegneri delle registrazioni (al Devonshire Studios)
- Howie Weinberg - mastering effettuato al Masterdisk di New York[5] [6]